# Baccharis malibuensis
Baccharis malibuensis là một loài thực vật có hoa trong họ Cúc. Loài này được R.M.Beauch. & Henrickson mô tả khoa học đầu tiên năm 1996.